# Johannes Baptista Gerardus Maria de van der Schueren
Johannes Baptista Gerardus Maria ridder de van der Schueren (Waalwijk, 1 januari 1899 – Nijmegen, 5 augustus 1990) was een Nederlands politicus.
De van der Schueren was lid van de katholieke adellijke familie De van der Schueren en een zoon van burgemeester Karel Adriaan Maria ridder de van der Schueren. Hij was een Delfts elektrotechnisch ingenieur, die jarenlang als industrieel werkzaam was in het buitenland en tijdens de oorlog in Engeland woonde. Na de bevrijding werd hij commandant van het Militair Gezag in Noord-Brabant en daarna commissaris van de Koningin in Overijssel. Hij was een soepel doortastend bestuurder op wie enkele keren tevergeefs een beroep werd gedaan om minister te worden.
- Biografisch Portaal: 11743252
- Parlement.com: vg09llz3llw5